# Heil- und Pflegeanstalt Süchteln-Johannistal – Abteilung Waldniel
Die Heil- und Pflegeanstalt Süchteln-Johannistal – Abteilung Waldniel war eine Zweigstelle der Provinzial Heil- und Pflegeanstalt Süchteln-Johannistal (heute: LVR-Klinik Viersen) in Waldniel-Hostert, heute Teil der Gemeinde Schwalmtal, Kreis Viersen. Sie wurde 1909 als St. Josefsheim von den Franziskanern errichtet. Im Dezember 1941 wurde die „Kinderfachabteilung“ Waldniel in der Anstalt eingerichtet. Hier wurden körperlich oder geistig behinderte Kinder und Jugendliche im Rahmen der sogenannten „Kinder-Euthanasie“ gequält und mehr als 100 von ihnen ermordet.

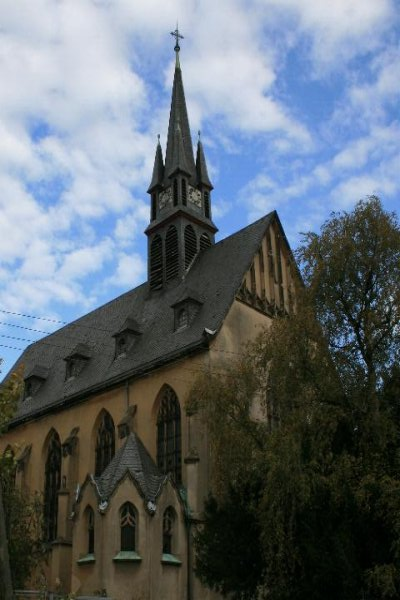
Ehemalige Anstaltskapelle auf dem Gelände in Waldniel

## Geschichte

### St. Josefsheim 1909–1937
Die Anlage wurde 1909 bis 1913 durch den Franziskanerorden gebaut und bis 1937 als Heim und Arbeitsstätte von den Franziskanern von Waldbreitbach für bis zu 600 männliche geistig und körperlich Behinderte betrieben. Sie umfasste Kirche, Verwaltungstrakt, Schule, Wohnblöcke, zahlreiche Werkstätten, einen 1.210 Quadratmeter großen Friedhof und einen Bauernhof zur Selbstversorgung. Die Anstaltskapelle ist mit Wandmalereien von Josef Wahl ausgeschmückt.
1936 wurde der Franziskanerorden wegen Devisenvergehen zu hohen Geldstrafen verurteilt und die Sittlichkeitsprozesse gegen Ordensangehörige und Priester im Nationalsozialismus trafen auch Brüder aus Waldniel. Schließlich musste der Orden Konkurs anmelden und Waldniel verlassen.

### Provinzial-Heil- und Pflegeanstalt Waldniel
Nach der Auflösung des St. Josefsheims wurde die Anlage 1937 aus der Konkursmasse durch den Provinzialverband der Rheinprovinz, heute der Landschaftsverband Rheinland (LVR), für 600.000 Reichsmark erworben und als Teilanstalt der Heil- und Pflegeanstalt Süchteln-Johannistal mit 870 Betten weitergeführt. Durch die drastische Senkung der Tagesverpflegungssätze und die daraus folgende Mangelernährung sowie ungenügende Heizung und Hygiene stiegen die Sterbezahlen in allen Anstalten an.

### „Kinderfachabteilung“ Waldniel

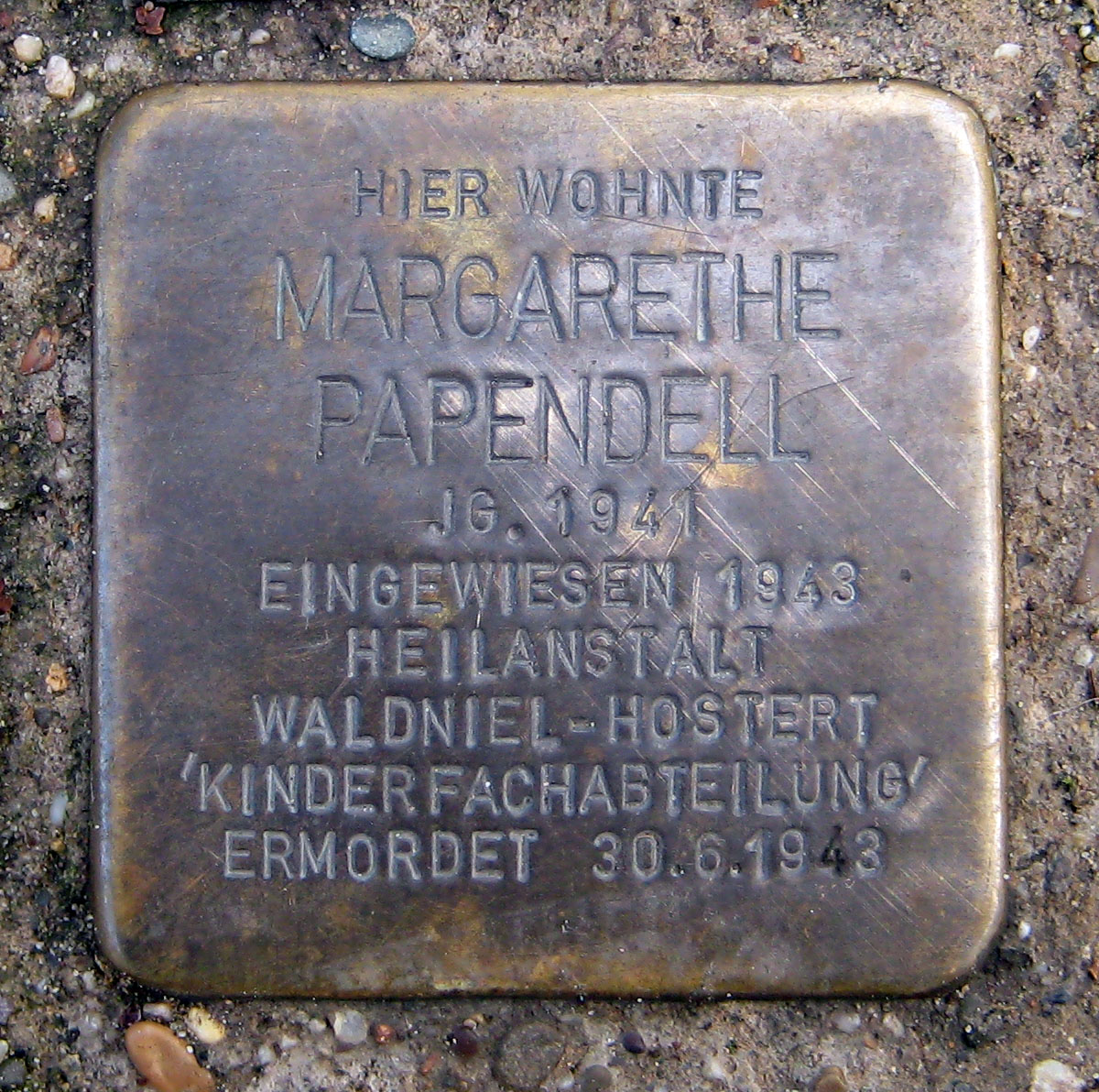
Stolperstein für die am 30. Juni 1943 ermordete Margarethe Papendell an der Stelle ihres ehemaligen Wohnhauses Inratherstraße 145, Krefeld

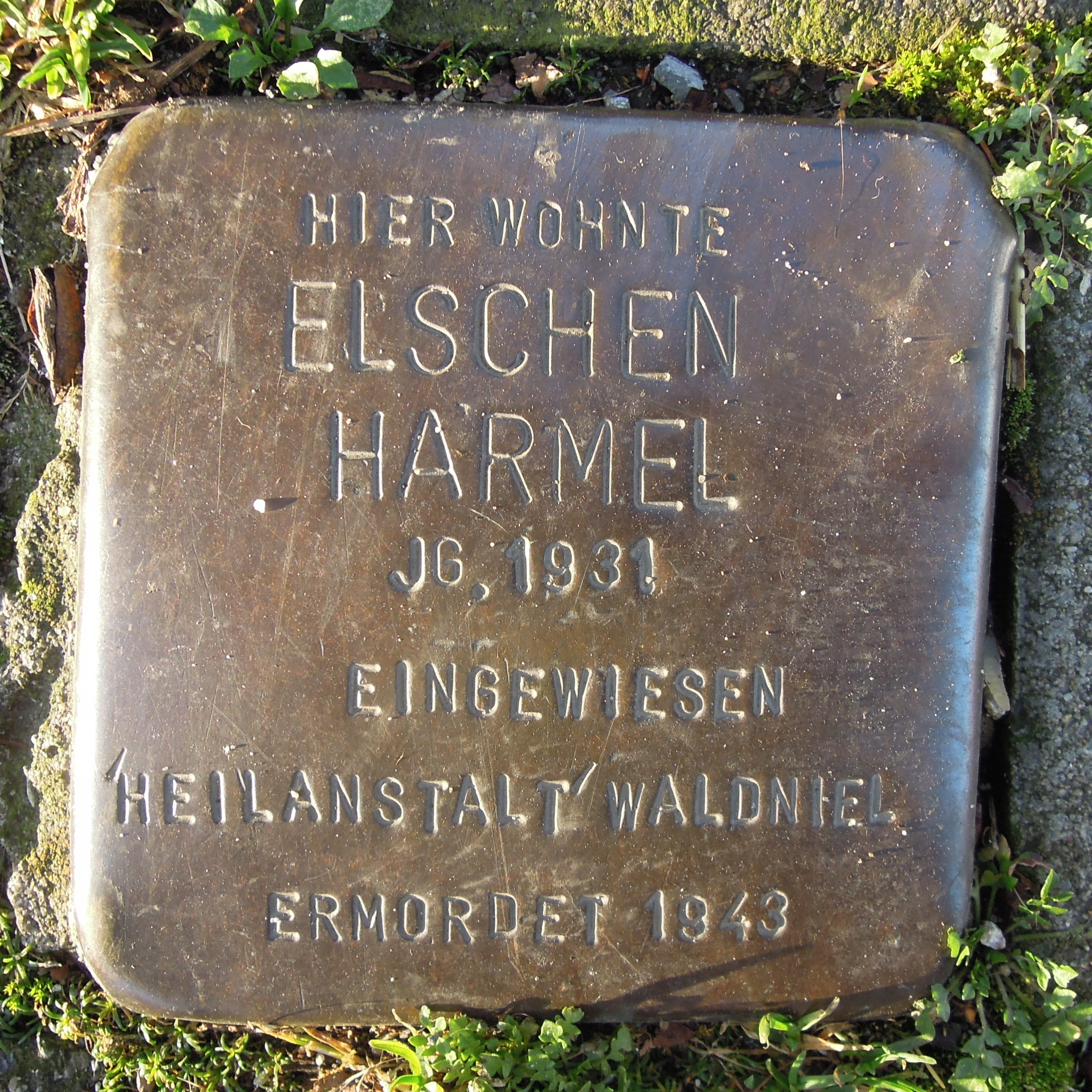
Stolperstein für die am 9. Januar 1943 ermordete Elschen Harmel vor ihrem Wohnhaus Lösorterstraße 59, Duisburg

Im August 1941 stimmte der Landeshauptmann der Rheinprovinz Heinz Haake der Forderung des „Reichsausschusses zur wissenschaftlichen Erfassung von erb- und anlagebedingten schweren Leiden“ unter Viktor Brack, Hans Hefelmann und Richard von Hegener nach einer „Kinderfachabteilung“ zu. Im Gebäude des ehemaligen „Schutzengelhauses“ der Franziskaner wurde eine sogenannte Kinderfachabteilung mit ca. 220 Betten eingerichtet, die am 16. Dezember 1941 mit den ersten aus der Einrichtung Gangelt verlegten Kindern belegt wurde. Verantwortlicher Arzt war zu Beginn Georg Renno, dann in einer Übergangszeit Hildegard Wesse bis zum Eintreffen ihres Mannes Hermann Wesse ab 1. Oktober 1942.
Die Kinder wurden teilweise aus anderen Einrichtungen ohne Einverständnis oder Benachrichtigung der Eltern nach Waldniel verlegt. So wurden am 8. März 1942 zwölf Kinder aus dem Franz Sales Haus eingewiesen, und 1943 62 Kinder und Jugendliche aus Bonn, von denen einige dort oder nach ihrer Weiterverlegung in anderen Kinderfachabteilungen starben. In den Jahren 1942/43 wurden mindestens 30 geistig behinderte Kinder durch die Verabreichung von Luminal getötet. Andere Kinder ließ man über Monate langsam verhungern. In den Todesbescheinigungen der etwa 100 getöteten Kinder wurde fälschlich Auszehrung, Lungenentzündung oder Herz-Kreislaufschwäche als Diagnose eingetragen. Während des Bestehens der „Kinderfachabteilung“ Waldniel starben zwei Kinder und Jugendliche in der Tätigkeitszeit von Renno, sechs in der von Hildegard Wesse und 91 in der von Hermann Wesse.
Mit der Auflösung der Einrichtung im Juli 1943 wurden die verbliebenen 183 Kinder in fünf andere „Fachabteilungen“ nach Görden, Uchtspringe, Lüneburg, Ueckermünde und Ansbach transportiert. Ein großer Teil der Verantwortlichen der rheinischen „Kindereuthanasie“ – Personal von Gesundheitsverwaltung und Kliniken – wurden auch nach Kriegsende nicht belangt, nur der Psychiater Hermann Wesse wurde 1948 im Düsseldorfer Euthanasieprozess wegen der Waldnieler Kindermorde zu lebenslanger Haft verurteilt.

### Weitere Nutzung
Ab Mitte 1943 bis zum 1. März 1945 wurden die Gebäude als Ausweichkrankenhaus für das Städtische Krankenhaus Rheydt benutzt. In den darauffolgenden Jahren dienten sie unter anderem als Erziehungsheime. Im Schutzengelhaus („Kinderfachabteilung“) befanden sich zunächst die Volksschule für die umliegenden Honschaften, ein Provinzial-Erziehungsheim für Jungen, später auch ein Caritas-Heim für schulentlassene Mädchen, von 1950 bis 1955 ein Heim für etwa 50 schulpflichtige Jungen („Erziehungsheim Hostert“). Anfang 1946 befand sich in einem der Gebäude ein Provinzial-Altersheim für 170 Männer mit Demenz oder Schizophrenie sowie 200 weitere Patienten. Die katholische Kirchengemeinde St. Mariae Himmelfahrt nutzte die Anstaltskapelle seit 1947 als Kirche.
Etwa 1951 beschlagnahmten die Briten einen Großteil der Gebäude als Lazarett. 1952 konnten die Gebäude vom Orden der Franziskaner zu einem angemessenen Preis zurückerworben, aber nur zum Teil genutzt werden, weil die meisten Gebäude von den Briten beschlagnahmt blieben.
Der Bund kaufte 1955 das Gelände vom Franziskanerorden für die Briten. In den folgenden 37 Jahren blieb das Areal an die Briten vermietet, die nach Um- und Anbauten das British Military Hospital Hostert einrichteten und ab September 1963 bis 1991 die Anlage als britische Kent School nutzten. In der Kent School wurden 1400 Jugendliche unterrichtet; von ihnen waren 270 im Internat untergebracht.
Danach stand das Gelände zum Verkauf und wurde im November 2006 im Rahmen einer Zwangsversteigerung für 298.200 Euro an eine Privatperson veräußert. Der Käufer hatte zum Kaufzeitpunkt diverse Vermarktungsideen, konnte jedoch keine davon umsetzen. 95 % des Geländes seien an einen Nachbarn verpachtet worden, der dort Pferde hielt. Regelmäßig fanden auf dem Gelände private Veranstaltungen, Foto-Rundgänge und Dreharbeiten für Film und Fernsehen statt. Die Polizei entdeckte 2009 eine Hanf-Plantage im Keller eines der Gebäude, die zu dem Zeitpunkt seit etwa zehn Wochen bestand und professionell betrieben wurde. Der Besitzer bot das Gelände für 2,9 Millionen Euro erneut zum Kauf an.

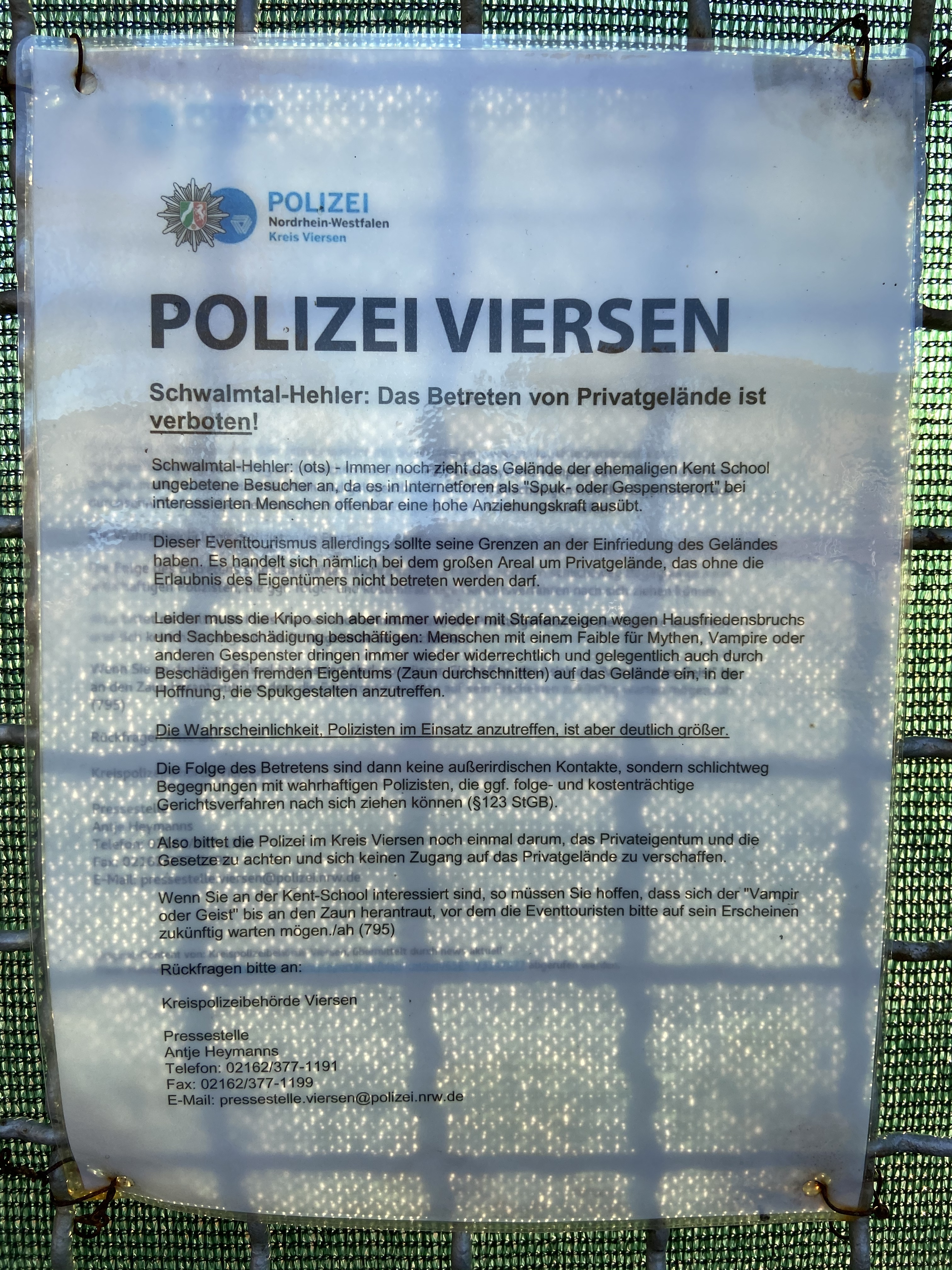
Warnhinweis der Polizei Viersen vor widerrechtlichem Betreten des Areals

Nachdem der Besitzer mehrfach nicht von der Gemeinde genehmigte Airsoft-Spiele stattfinden ließ und das Gelände regelmäßig zum Ausflugsziel sensationslustiger Besucher wurde, die illegal in das abgesperrte Gelände eindrangen, brachte die Polizei Viersen ein entsprechendes Hinweisschild an. Der bundesweite Arbeitskreis zur Erforschung der nationalsozialistischen Euthanasie und Zwangssterilisation forderte 2012, das gesamte Gelände unter Denkmalschutz zu stellen. Auch eine Enteignung wurde in Betracht gezogen, sollte der Eigentümer kein Gesamtkonzept zur Nutzung für den historischen Ort vorlegen können, das seiner Bedeutung würdig sei.
Seitdem fanden sich mögliche Investoren und die Planungen für ein „Resort Park Waldniel Hostert“ mit Hotels, Gastronomie und Wohnbebauung dauern bis heute an.
Im Juni 1988 wurden nur die 1978 entwidmete Kapelle mit den 1911 gestalteten Glasfenstern als Denkmal Nr. 117 und zwei Gebäude an der Straße unter Denkmalschutz gestellt, nicht aber die zurückliegenden mit der ehemaligen „Kinderfachabteilung“. Bestrebungen, einen Teil der verfallenden Gebäude als Gedenkstätte zu erhalten, zeigten bisher keinen Erfolg. Aus einem Sonderprogramm des Bundes zur Förderung des Denkmalschutzes erhielt die Gemeinde Schwalmtal 2021 eine Zusage für bis zu 300.000 Euro für Restaurierungs- und Sanierungsarbeiten der ehemaligen Anstaltskirche.

## Gedenken

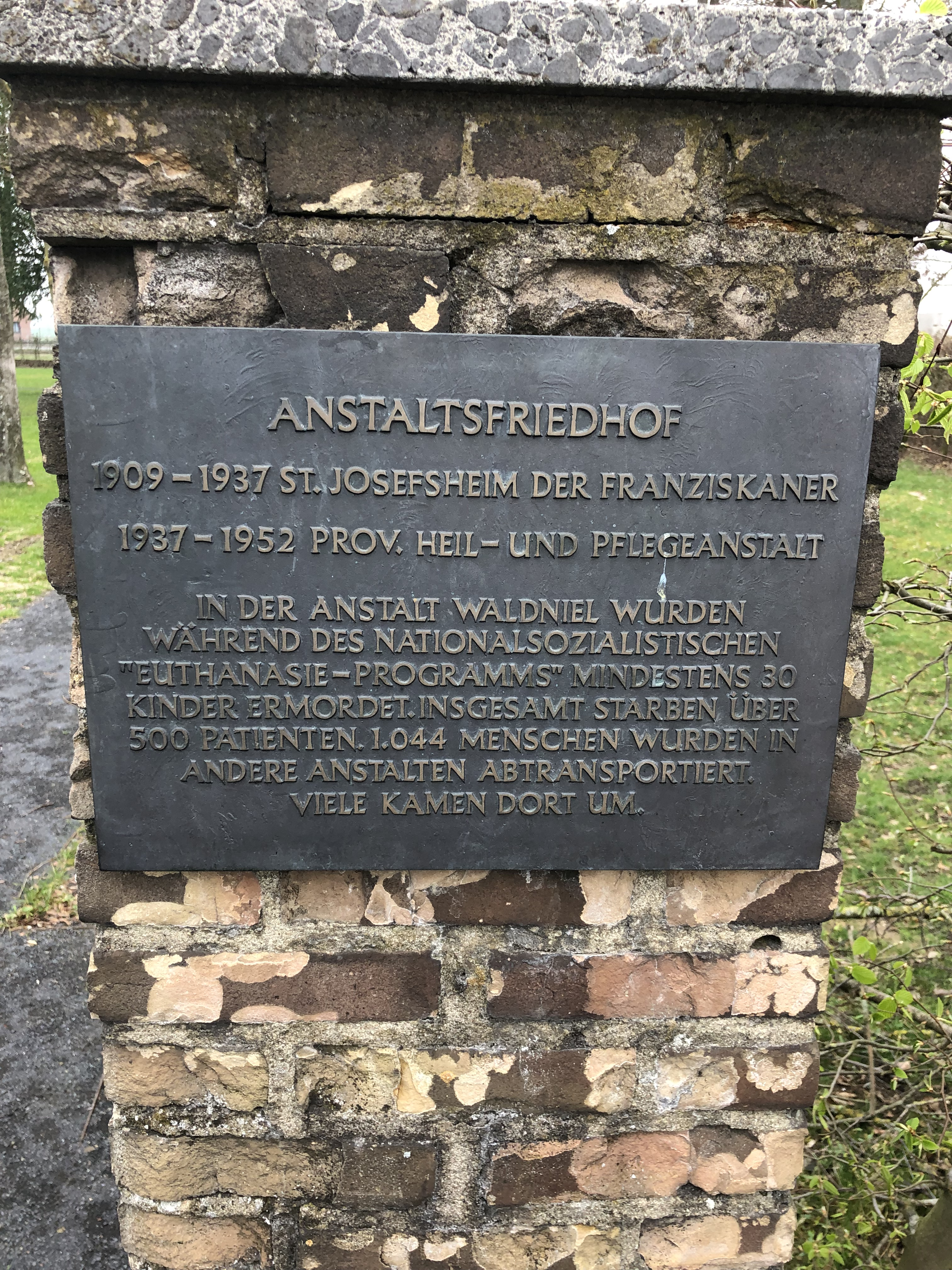
Informationstafel vor dem Eingang zum Anstaltsfriedhof

Bereits zu Zeiten des Josephheims war auf einem Areal hinter der Anstalt von den Franziskanern ein kleiner Friedhof angelegt worden, der in der Zeit des Nationalsozialismus durch die Provinzial Heil- und Pflegeanstalt Süchteln-Johannistal mit der „Kinderfachabteilung“ weiter benutzt und vergrößert wurde. Die katholische Kirchengemeinde St. Mariae Himmelfahrt bemühte sich 1958 um den Erwerb des Anstaltsfriedhofs zur eigenen Nutzung. Nach dem Eigentümerwechsel 1962 konnten wegen Einhaltung der Ruhefristen der „überbelegte“ Friedhof von Seiten der Pfarre aber nicht genutzt werden. Die ca. 2.400 m² große Friedhofsparzelle wurde mit finanzieller Unterstützung des Bistums Aachen mit Wegen, Baumpflanzungen und einem Hochkreuz 1962 als Ehrenfriedhof gestaltet. 1979 wurde der Friedhof entwidmet. Aufgrund eines Bürgerantrags im Gemeinderat übertrug die Gemeinde 1987 die Patenschaft für den Friedhof an die Hauptschule Schwalmtal, deren Schüler und Lehrer die 1988 auf dem Friedhof eingeweihte Gedenkstätte gestalteten. Eine am Eingang angebrachte Bronzetafel informiert über die Geschichte des Friedhofs. Im hinteren Bereich des Geländes befindet sich ein Gedenkstein, gewidmet Den unschuldigen Opfern.
Seit 1996 findet jeweils am 27. Januar (Tag der Befreiung von Auschwitz) eine öffentliche Gedenkstunde mit Schülern und Lehrern der Gemeinschaftshauptschule (früher Europaschule) Waldniel auf dem Friedhof statt.
Die Pfarre St. Mariae Himmelfahrt hält jedes Jahr die Fronleichnamsfeierlichkeiten dort ab.
Die Gemeinde Schwalmtal trat per Beschluss vom 12. November 2024 Liberation Route Europe bei. Seitdem gibt es auf deren Homepage in vier Sprachen Informationen zur Geschichte der „Heil- und Pflegeanstalt“ und der Gedenkstätte.

## Gedenkstätte

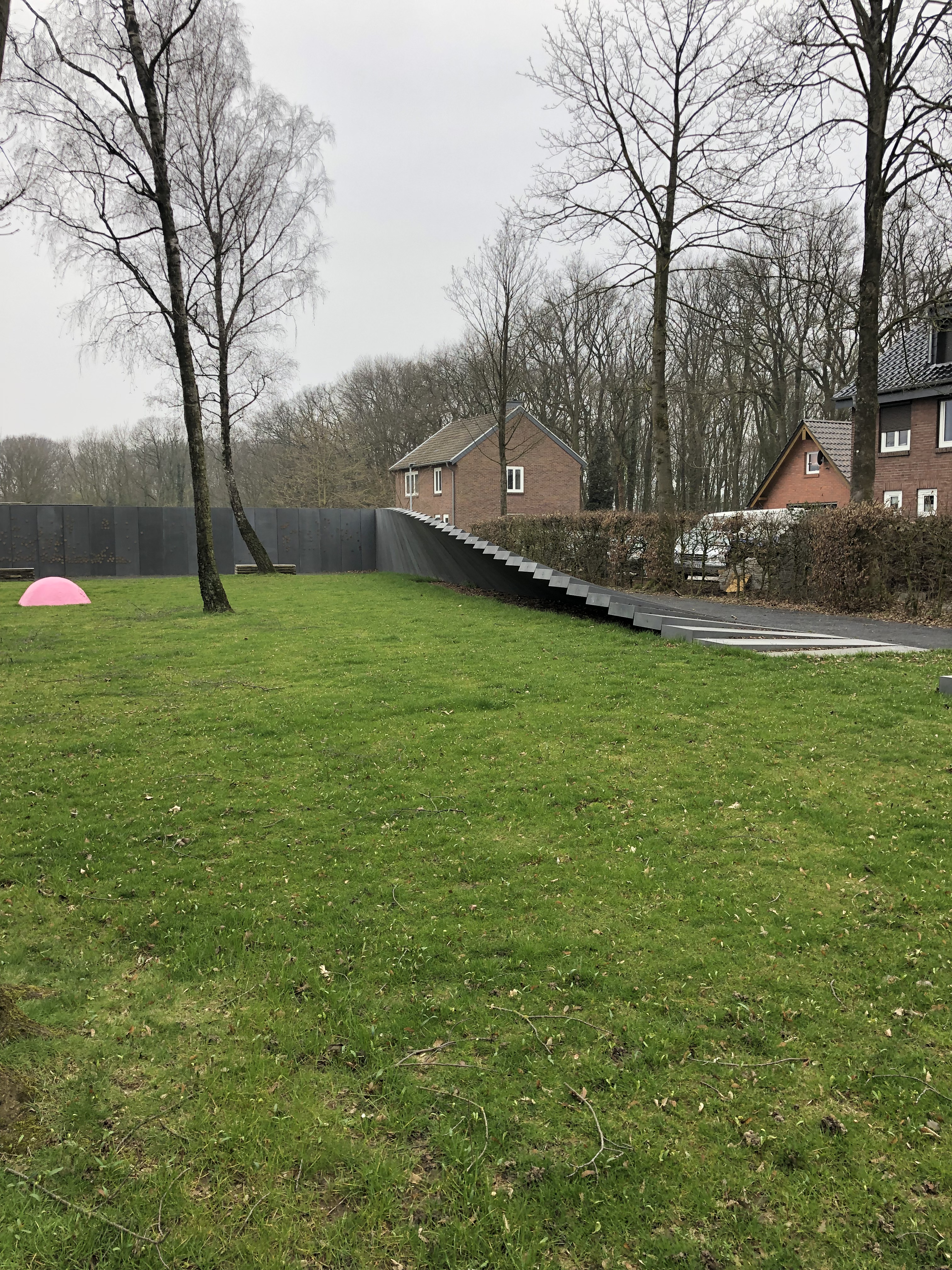
Blick vom Inneren des Anstaltsfriedhofs auf die Gedenkmauer im Hintergrund

Nachdem der Landschaftsausschuss des Landschaftsverbandes Rheinland im Mai 2016 die Erweiterung und Umgestaltung der Gedenkstätte Waldniel-Hostert beschlossen hatte, arbeiteten die Künstlerin Katharina Struber und der Architekt Klaus Gruber von September 2016 bis April 2018 an der Neugestaltung. Dazu verlegten sie den Zugang des ehemaligen Anstaltsfriedhofs, der sich nun durch eine sich neigende flacher werdende Wand dem Besucher öffnet. An der im rechten Winkel dazu aufrecht stehenden Wand des Anstaltsfriedhofs sind Metallplättchen in Form von Gedenkmünzen befestigt. Sie tragen die Namen von Opfern der Jahre 1939–1945. Die Patenschaft für diese Form des Gedenkens übernahmen 554 Paten im Jahr 2017.
Innerhalb des umfriedeten Areals befinden sich drei große, teils im Boden versinkende kugelförmige Skulpturen aus bunt lackiertem Aluguss mit einem Durchmesser bis zu 180 cm, deren abschließende Gestaltung mit Gips und eingravierter Schrift während eines integrativen Projektes mit der Europaschule Schwalmtal und dem Kunsthaus Kannen erfolgte. Im Mai 2018 wurde die Gedenkstätte im Zuge der Fronleichnamsfeierlichkeiten eröffnet.

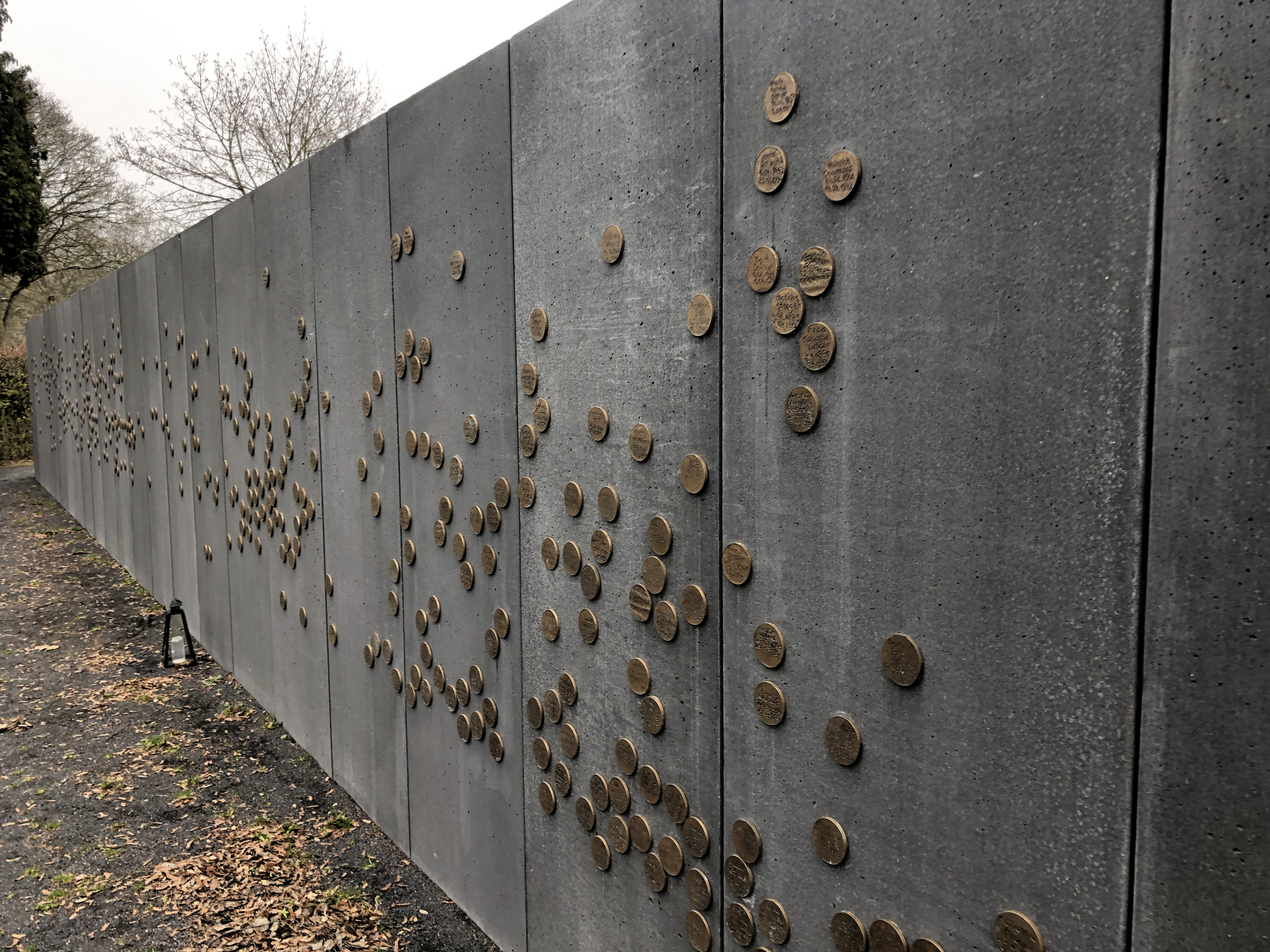
Gedenkwand
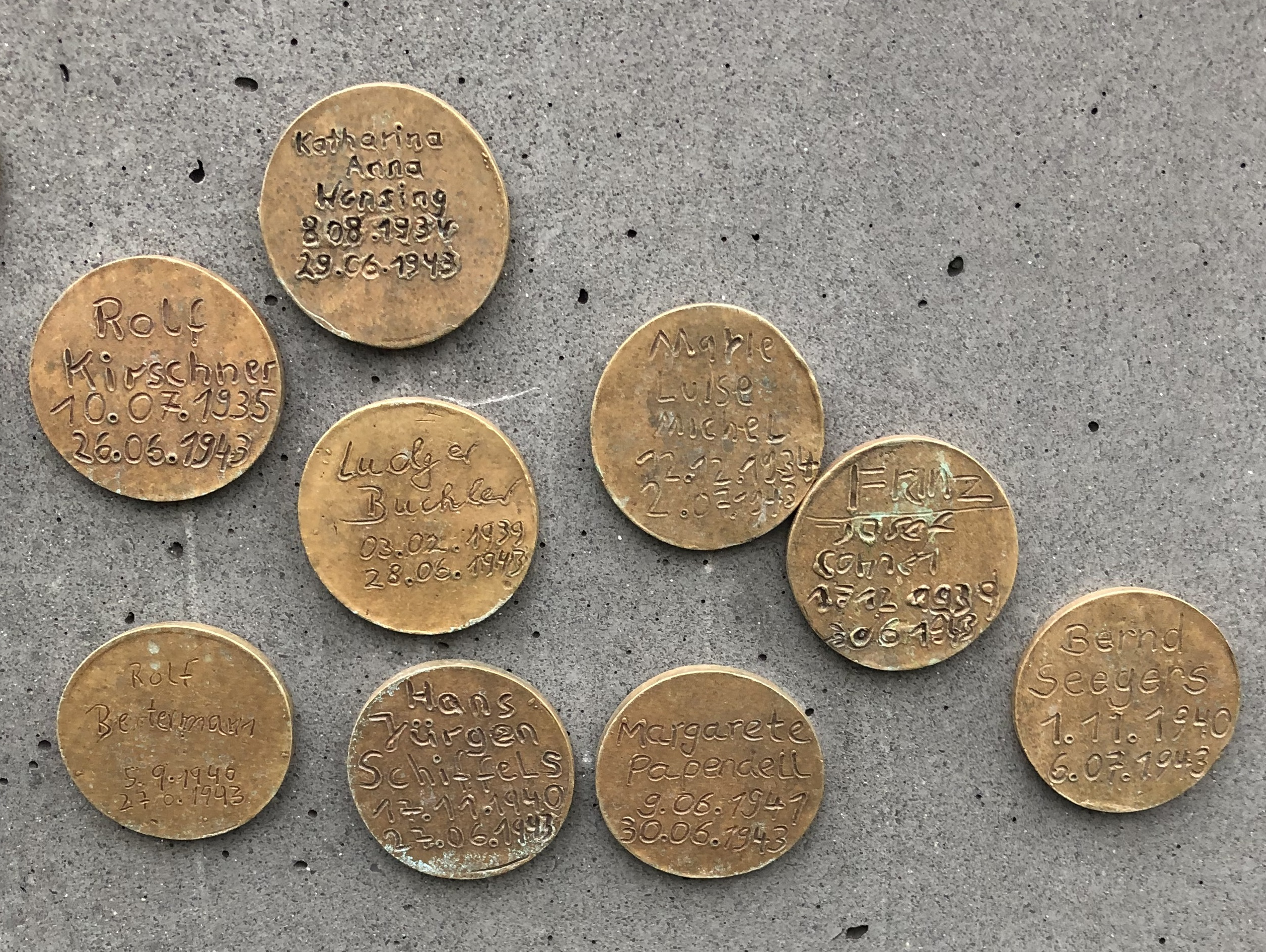
Gedenktäfelchen
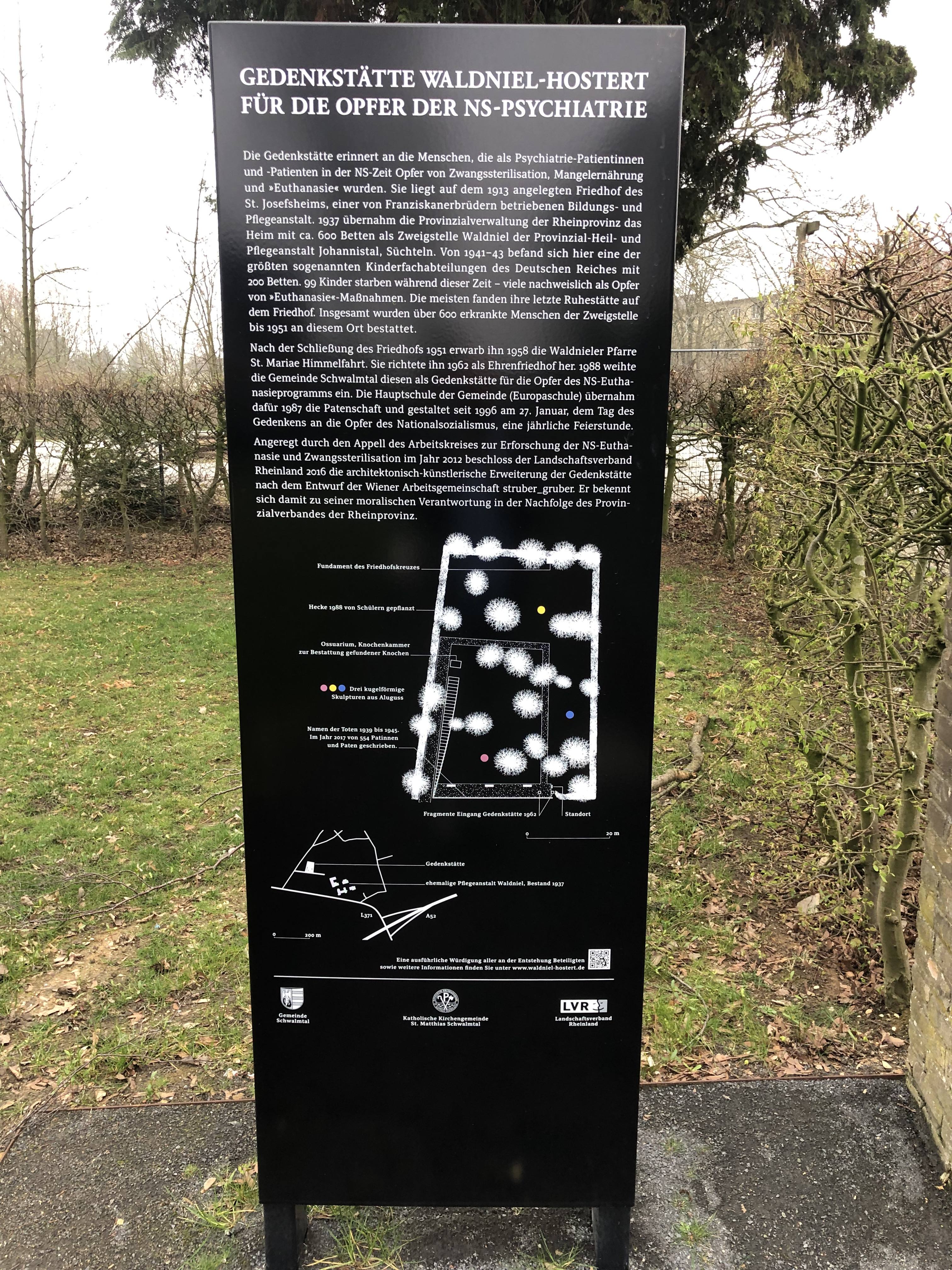
Übersicht am Eingang zum Anstaltsfriedhof
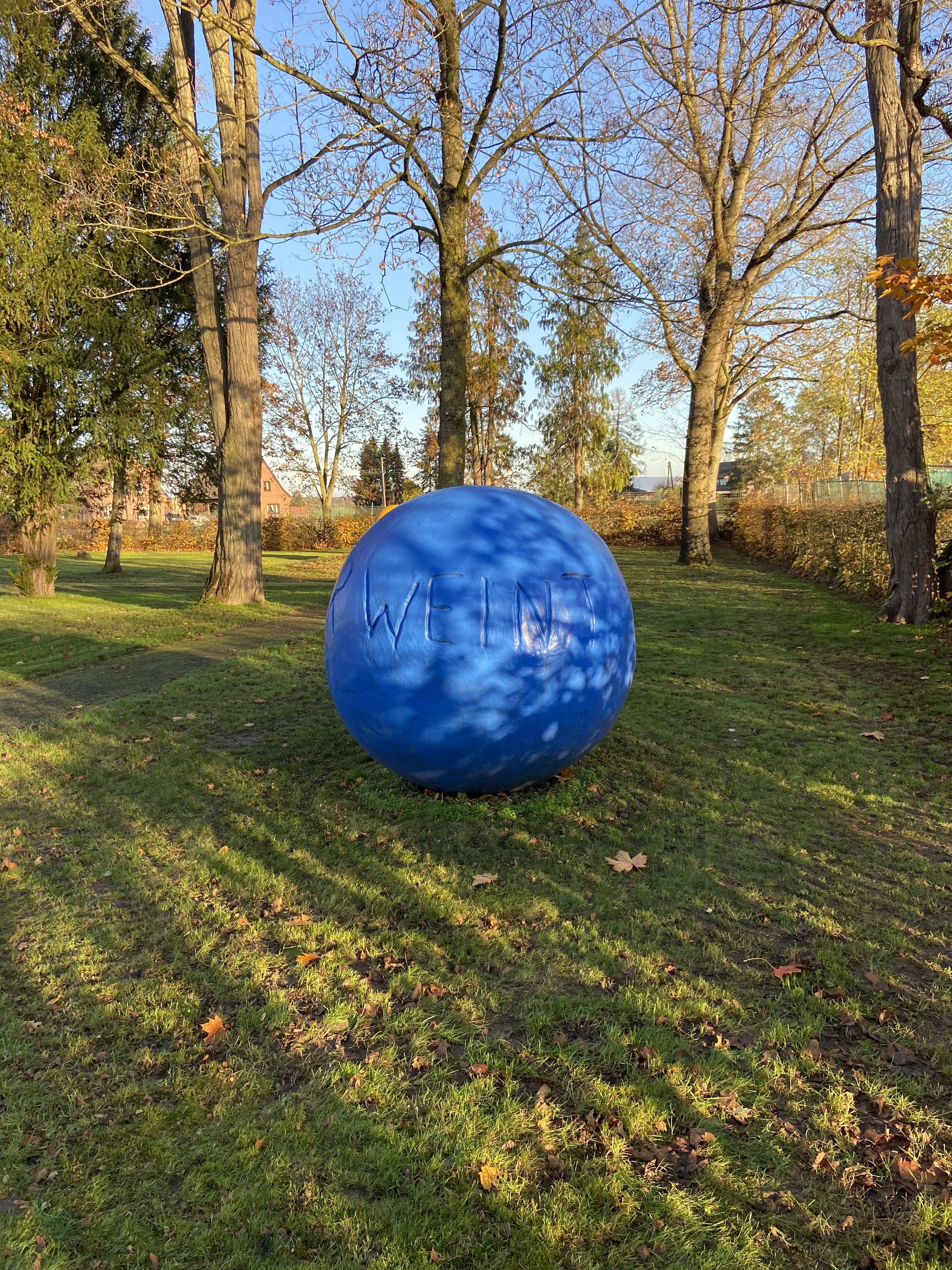
Skulptur mit der Inschrift PETER WEINT
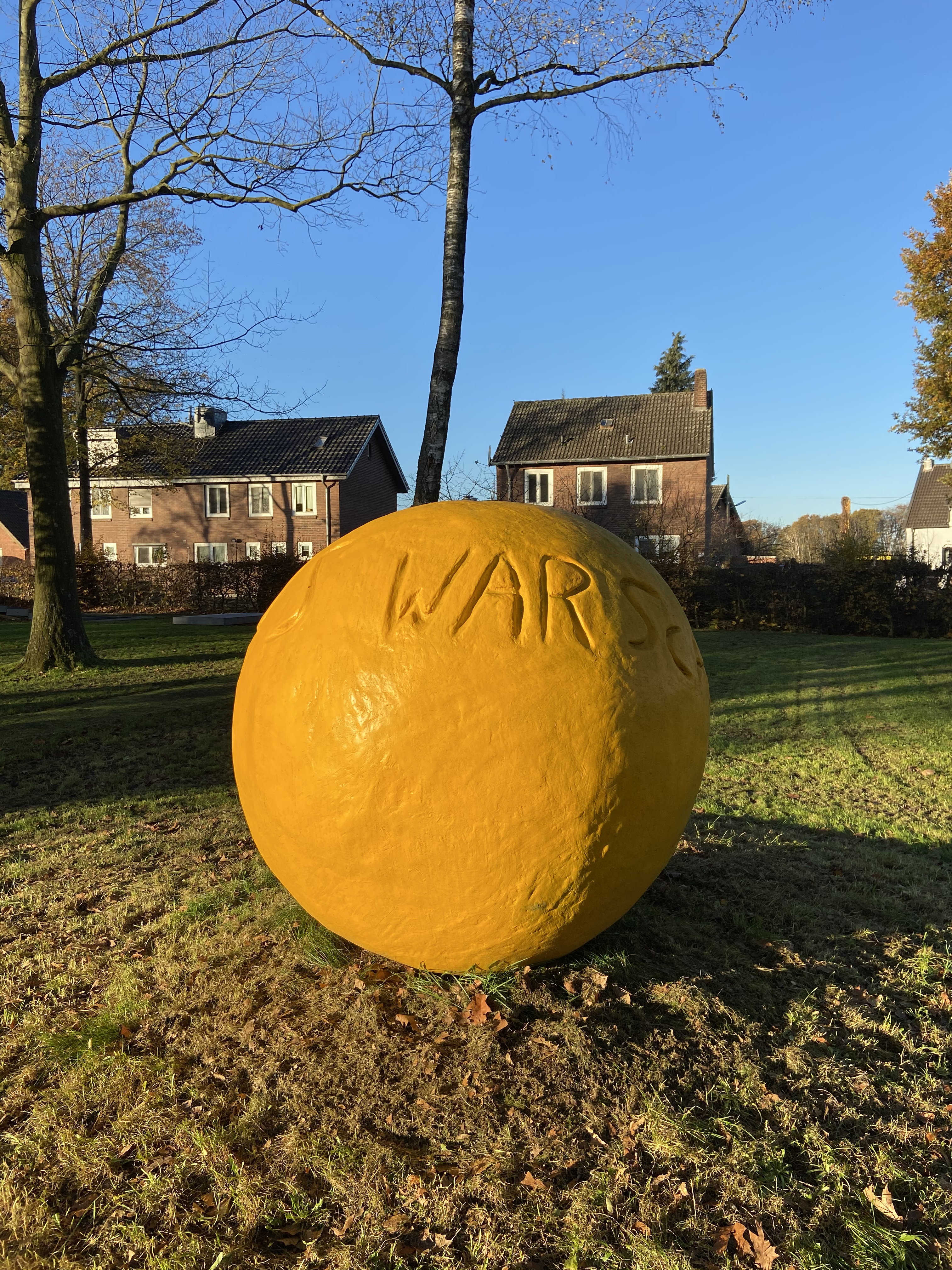
Skulptur mit der Inschrift KLAUS WAR SCHLIMM
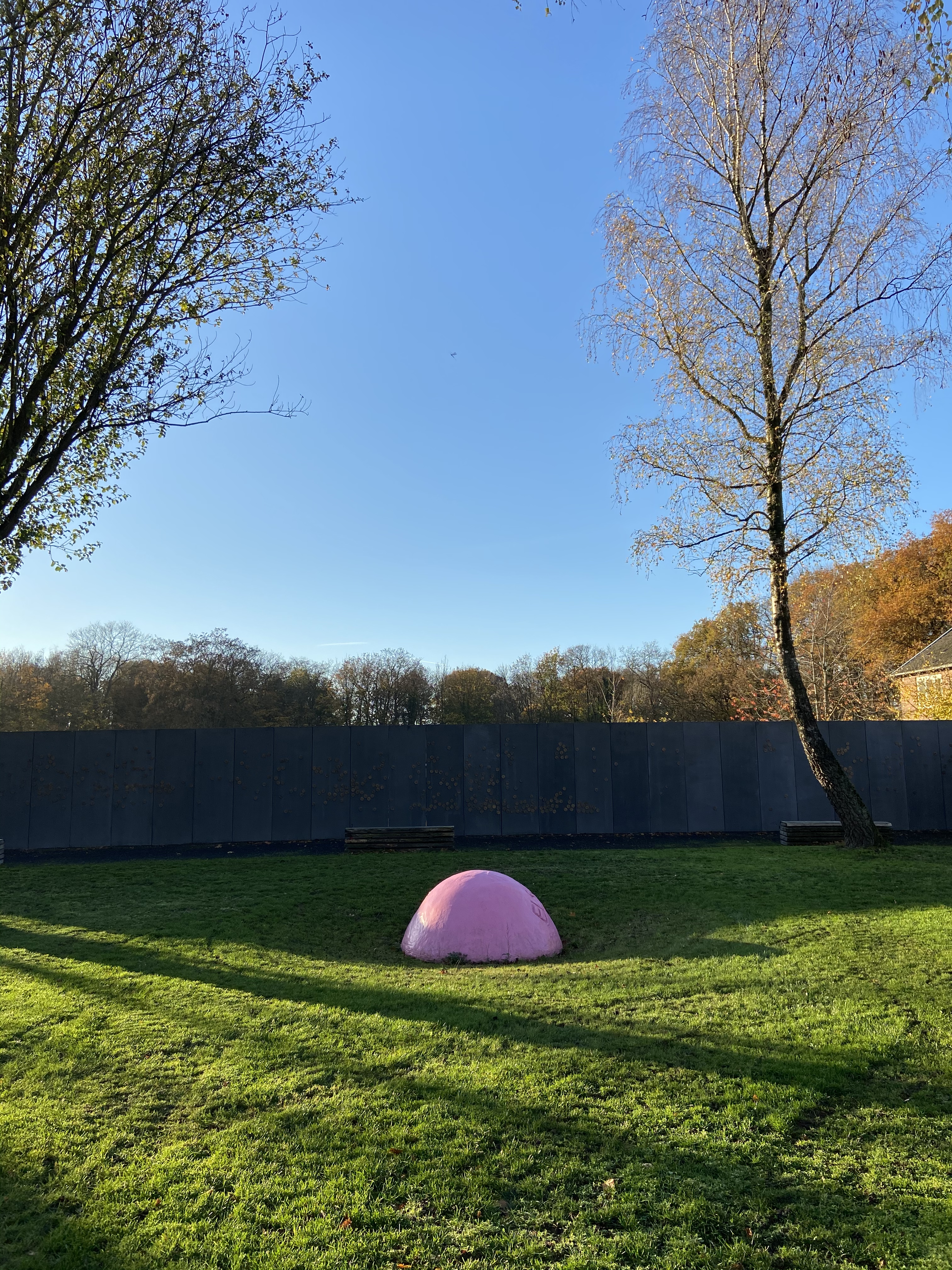
Skulptur zur Erinnerung an Elschen Harmel: ELSCHEN SCHLÄFT
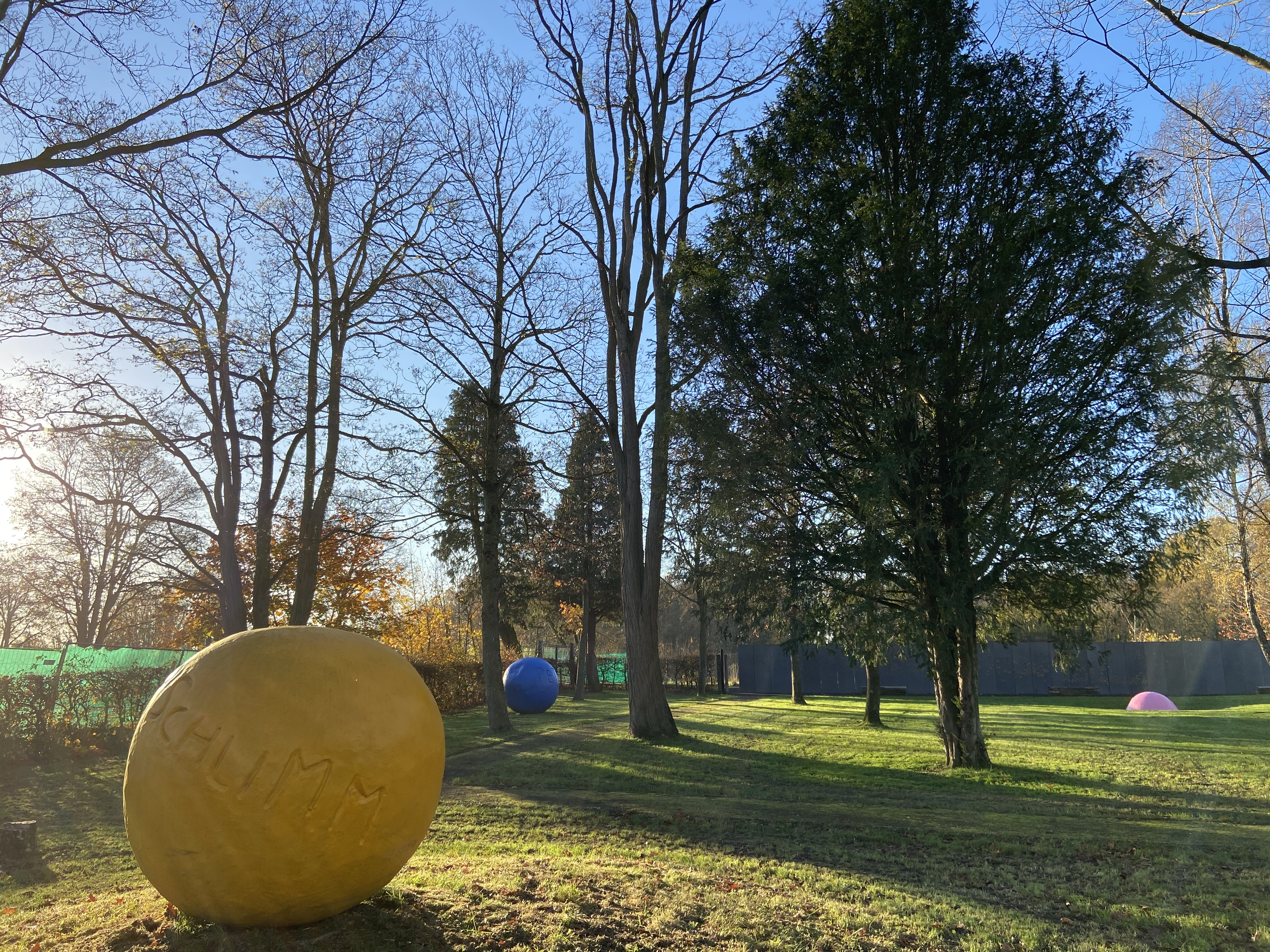
Blick auf alle drei Skulpturen im Anstaltsfriedhof
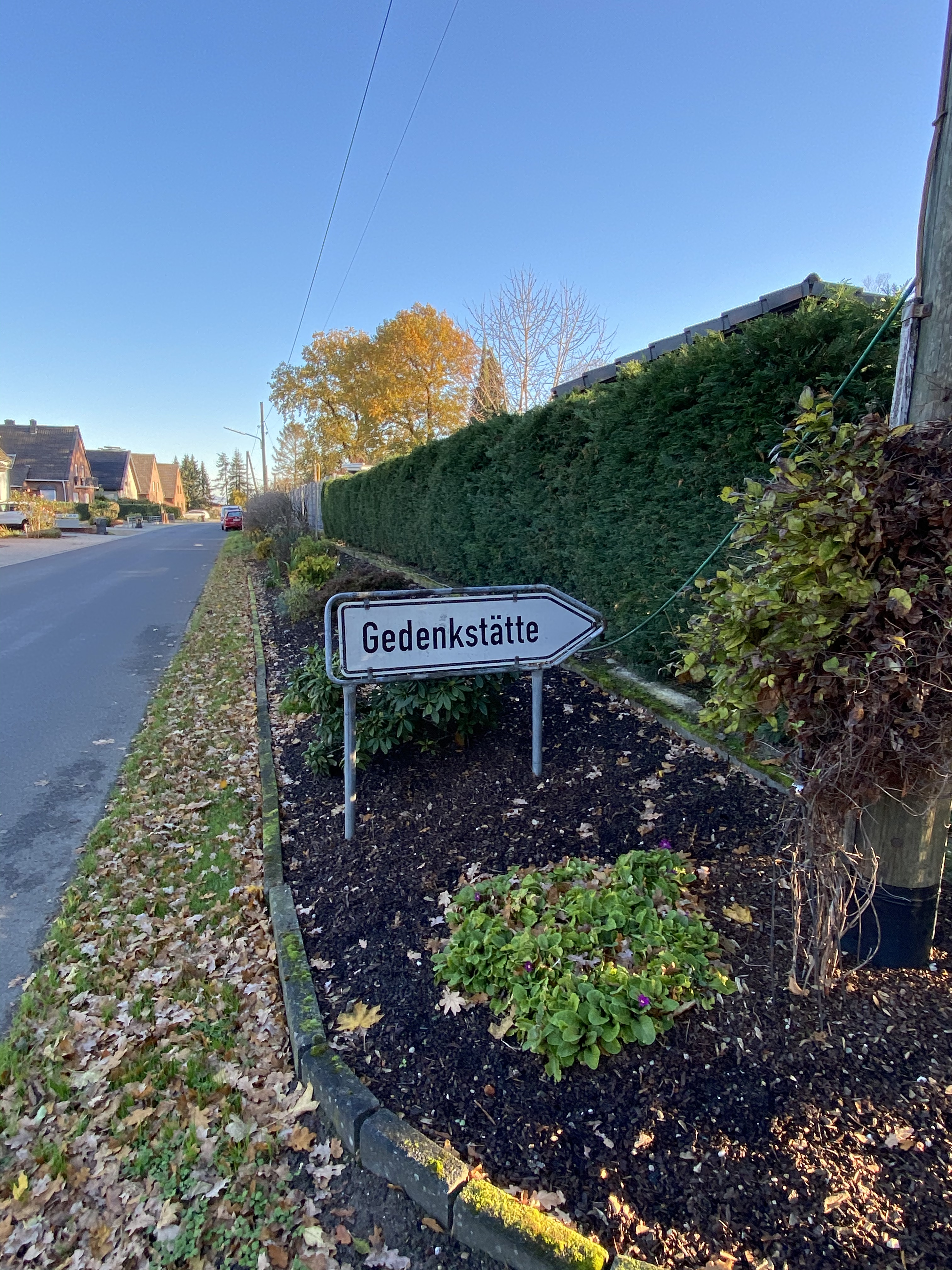
Wegweiser zur Gedenkstätte
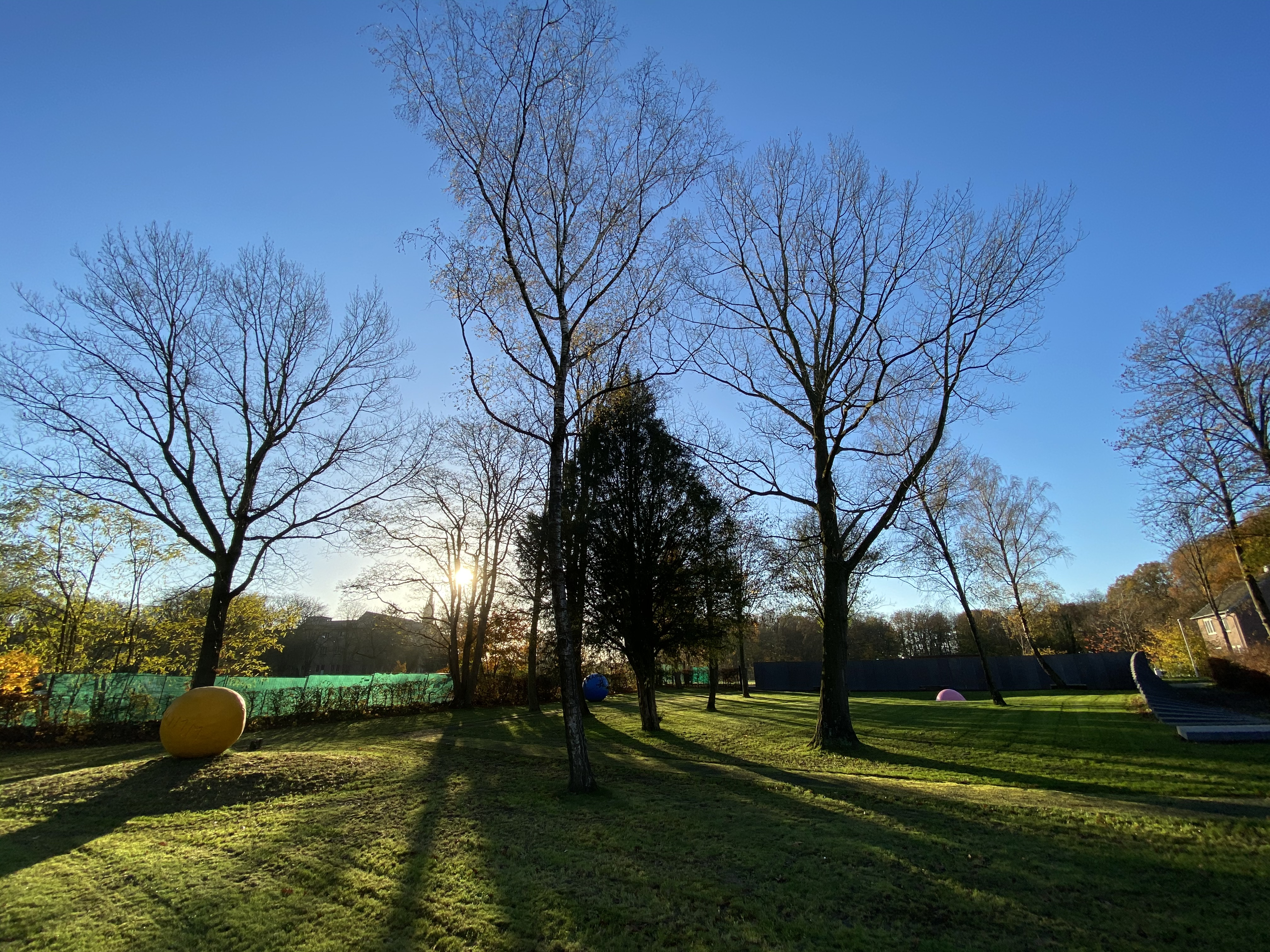
Blick auf alle drei Skulpturen im Anstaltsfriedhof